# Selim Fofana
Selim Fofana (* 8. Juli 1999 in Genf) ist ein schweizerischer Basketballspieler.

## Werdegang
Fofana durchlief die Nachwuchsabteilung des Vereins Bernex Basket, 2017 ging er in die Vereinigten Staaten und spielte für die Mannschaft der Woodstock Academy im Bundesstaat Connecticut. Im Sommer 2017 nahm Fofana mit der U18-Nationalmannschaft der Schweiz an der B-Europameisterschaft dieser Altersklasse teil und erzielte im Turnierverlauf 10,4 Punkte je Begegnung. Zur Saison 2018/19 wechselte er zum Nationalligisten Union Neuchâtel. Bei den Neuenburgern stieg Fofana zum Leistungsträger und A-Nationalspieler auf.
KK Podgorica aus Montenegro nahm ihn im Sommer 2022 unter Vertrag. In der zweiten adriatischen Basketballliga brachte es der Schweizer im Spieljahr 2022/23 auf einen Punktedurchschnitt von 12,9 je Einsatz. Sein nächster Arbeitgeber wurde der deutsche Zweitligist BBC Bayreuth, der Fofanas Verpflichtung Ende Juni 2023 vermeldete. Im Anschluss an die Saison 2023/24, in der er mit 14,2 Punkten je Begegnung zweitbester Bayreuther Korbschütze war, verliess Fofana die Oberfranken.
Ende Juli 2024 gab der ungarische Erstligist Sproni KC die Verpflichtung des Schweizers bekannt. Anfang November 2024 kam es wieder zur Trennung. Noch im selben Monat nahm Fofana ein Vertragsangebot des griechischen Zweitligisten Iraklis Thessaloniki an. Er gewann mit Iraklis 2025 den Zweitligameistertitel.